# 양도근
양도근(2003년 2월 6일 ~ )은 KBO 리그 삼성 라이온즈에서 뛰고 있는 대한민국의 야구 선수다.

## 출신 학교
- 인천동막초등학교
- 상인천중학교
- 장안고등학교
- 강릉영동대학교

## 등번호
- 114 (2024)
- 68 (2024-)